# بيت سميث (دراج)
بيت سميث (بالإنجليزية: Pete Smith)‏ هو دراج بريطاني، ولد في 1 مايو 1944 في المملكة المتحدة.

## وصلات خارجية
- بيت سميث على موقع أرشيف الدراجات (الإنجليزية)
- بيت سميث على موقع أوليمبيديا (الإنجليزية)